# Forensisk vetenskap
Forensisk vetenskap är tillämpningen av vetenskapliga metoder och tekniker för att analysera bevismaterial i samband med brottsutredningar. Den används för att identifiera, tolka och bevisa fakta som kan stödja rättsprocessen, såsom DNA-analyser, fingeravtryck och kriminaltekniska undersökningar.
Nationellt forensiskt centrum (NFC) är en avdelning inom Polismyndigheten.